# Futurum (klub)
Futurum je hudební klub v pražském Národním domě na Smíchově. Od konce 50. let 20. století do roku 1998 se jmenoval Music f Club (hovorově též efko). V klubu proběhla první československá diskotéka a debutovala tu skupina The Plastic People of the Universe. Později byl výrazně spjat se skupinami Divokej Bill, Gaia Mesiah, nebo Traband.

## Historie
Původní Music f Club vznikl v Národním domě na Smíchově na konci 50. let pod záštitou a dramaturgickým dohledem Československého svazu mládeže. Vznikl v secesních prostorách někdejší francouzské restaurace. První živý koncert se v něm uskutečnil v roce 1961. Tamní koncerty tehdy byly poslechové a sále s malým pódiem a šikmou podlahou byl plný židlí pro sedící posluchače. V 60. letech se dramaturgem klubu stal Honza Beneš. Zavedl akce „kinolektorát“, promítání v kině běžně nedostupných filmů s odborným komentářem. V letech 1967–1968 klub spolupořádal Československý beatový festival, který byl součástí snah zoficiálnit domácí rockovou scénu. Druhý ročník festivalu shodou okolností proběhl ve dnech srpnové invaze do Československa. V dubnu 1969 na přehlídce amatérských hudebních skupin Beat Salon proběhl vůbec první koncert skupiny The Plastic People of the Universe. Na Beat Salonu se navíc seznámili s Ivanem Martinem Jirousem.
Roku 1969 v Music f Clubu zásluhou Honzy Beneše odstartovala éra československých diskoték. Benešovi se roku 1968 podařilo vycestovat do Londýna, kde ve Watfordu navštívil hudební klub s taneční hudbou hranou diskžokeji. Po návratu navrhl, aby Music f Club rovněž začal pořádat taneční akce s hudbou pouštěnou diskžokeji s gramofonových desek. Povolení získal, přestože mu ostatní nevěřili, že lidé budou na reprodukovanou hudbu tančit a vedoucí klubu Bohuslav Durdis se obával, že ji budou považovat za nepřijatelnou náhražku hudební skupiny. Po marném hledání diskžokeje se jím stal sám Honza Beneš. První diskotéka v Československu proběhla pod názvem Discmania – aneb 133 desek na pódiu. Později se střídal s Oskarem Gottliebem a specialistou na rock and roll Milošem Skalkou.
Dne 26. února 1971 v Music F Clubu proběhl pro český underground zásadní společný koncert skupin The Plastic People of the Universe a Milana Knížáka Aktual. Využito při něm industriálních zvuků vrtaček, kovových perkusí, objektů a házení rýže do publika. Část koncertu zachytil Jan Ságl ve svém dokumentu Music F Club (1971).
Po roce 1989 Music f Club pokračoval ve své existenci, i když byla budova Národního domu vrácena v restituci původnímu vlastníku. V 90. letech koncerty začínaly v devět večer. Ve středu dostávali prostor zajímaví amatéři, ve čtvrtek rock'n'roll, blues a jižanský rock, v sobotu známý interpreti a ve zbývající dny probíhaly rockotéky. Majitel klubu Michal Filip (založil také Lucerna Music Bar) jej roku 1998 zrekonstruoval a roku 1999 jej přejmenoval na Futurum. Produkčním klubu byl v této jeho velmi úspěšné éře František Kotva, přišedší ze zaniklého klubu Bunkr. Futurum se jako menší klub zaměřoval především na začínající domácí interprety. Ve Futuru tehdy začínaly například skupiny Divokej Bill a Gaia Mesiah. Mezi časté vystupující patřil Traband.